# Oscar Chajes
Oscar Chajes est un joueur d'échecs américain né le 14 décembre 1873 à Brody, alors dans le royaume de Galicie et de Lodomérie, et mort le 28 février 1928 à New York. Il fut, avec Abraham Kupchik, un des meilleurs joueurs américains des années 1910 derrière José Raul Capablanca et Frank Marshall.

## Carrière aux échecs
Chajes remporta le championnat open des États-Unis (championnat de la Western Chess Association) à Excelsior (Minnesota) en 1909, puis finit deuxième l'année suivante à Chicago (victoire de George Wolbrecht). En janvier-février 1911, il termine à la troisième-quatrième place du tournoi de New York, en ayant réussi à annuler ses parties contre Frank Marshall (vainqueur) et contre José Raul Capablanca, le deuxième. La même année, il finit dernier ex æquo du tournoi de Karlsbad, remporté par Richard Teichmann ; il réussit néanmoins à battre Tartakover et Spielmann, seulement deux de ses parties se terminèrent par la nulle. En 1913, il fut 5e-6e du tournoi de New York (victoire de Capablanca devant Marshall) et 4e-5e du tournoi de La Havane (huit joueurs), remporté par Marshall devant Capablanca. Il fut deuxième ex æquo du tournoi de la ligue métropolitaine de New York en 1914-1915 (victoire de Edward Lasker). En avril 1915, il finit 3e-4e du tournoi de New York (victoire de Capablanca devant Marshall). En 1916, il termine troisième à New York devant Borislav Kostic et Abraham Kupchik. Il réussit à battre le vainqueur Capablanca, dont ce fut la dernière défaite avant 1924.
En 1917, il remporte le championnat de la New York State Association. En 1918, il termine deuxième à Rye Beach (victoire de Kupchik) et quatrième du tournoi de New York remporté par Capablanca. En décembre 1919-janvier 1920, il gagne deux tournois à New York : le championnat du Club d'échecs de Manhattan (ex æquo avec Kupchik) et championnat du club de Rice (devant Kupchik).
En match, il perdit contre Janowski à La Havane en 1913 (0,5 à 2,5) et prit sa revanche en 1918  à New York (11 à 9). En 1923, il finit dernier, ex æquo avec Speelman, du tournoi de Karlsbad en Europe (victoire de Alekhine, Maroczy et Bogoljubov) et septième du congrès américain d'échecs remporté par Kupchik et Marshall. En 1923-1924, il remporte le championnat du Club d'échecs de Manhattan devant Kupchik et Janowski. En 1925-1926, il finit deuxième du championnat du club d'échecs de Rice devant Kupchik (victoire de Kashdan).